# Stephania Haralabidis
Stephania Haralabidis (en grec moderne : Στεφανία Χαραλαμπίδη) est une joueuse grecque puis américaine de water-polo née le 19 mai 1995 à Athènes. Avec l'équipe des États-Unis, elle a remporté la médaille d'or du tournoi féminin aux Jeux olympiques d'été de 2020 à Tokyo.
Elle a aussi remporté la Coupe du monde féminine de water-polo 2018, les Jeux panaméricains de 2019 à Lima et le Championnat du monde féminin de water-polo 2019 à Gwangju.